# Joan Vollmer
Joan Vollmer Adams (New York, 1924. – Mexico City, rujan 1951.), jedna od najutjecajnijih ženskih pripadnica beat generacije.
Rodila se u Albanyu, predgrađu New Yorka. Potjecala je iz ugledne obitelji. Nakon srednje škole, ide na Sveučilište Columbia gdje upoznaje bitnike.
U jednom baru na Zapadnoj strani upoznala je Edie Parker, prvu ženu Jacka Kerouaca. Postale su cimerice, a kasnije su se u njihovom stanu okupljali bitnici: William Burroughs, Allen Ginsberg, Jack Kerouac, Lucien Carr, možda i Neal Cassady. S Paulom Adamsom, tipom za kojeg se prvi put udala tijekom Drugog svjetskog rata, imala je kćer Julie. Muž se od nje razveo nakon povratka s bojišnice. Ginsberg ju je spojio s Burrougsom, jer se divio njegovom intelektu i smatrao je da je Joan ženski pandan Starom Biku Leeju. Imali su strastvenu aferu, a ona mu je bila nevjenčana supruga. Rezultat tog braka bio je sin, William S. Burroughs, Jr. Jack Kerouac je upoznao Joan s lijekom Benzedrine, kojeg će godinama koristiti u velikim količinama.
Umrla je u jednom baru u Meksiku kada je William napunio pištolj, na glavu joj stavio neki predmet, i opalio, ali je promašio, i slučajno je ubio. Njeno naslijeđe je veliko, jer je bila žena ravnopravna s drugim bitnicima,iako je vladao nekakav šovinizam na toj sceni.